# Cars Région Allier
Cars Région Allier, anciennement Trans'Allier, est le réseau de transports interurbains géré et financé par la région Auvergne-Rhône-Alpes. Il dessert les communes du département de l'Allier, ainsi que des communes limitrophes dans les départements de la Nièvre, du Puy-de-Dôme, de Saône-et-Loire et du Cher.
Depuis le 1er septembre 2017, la Région Auvergne-Rhône-Alpes est autorité organisatrice des transports interurbains et scolaires. Dans l'Allier, la compétence est déléguée au département jusqu'au 1er janvier 2021.
En janvier 2021, le réseau Trans'Allier prend le nom de Cars Région Allier.

## Présentation
Le réseau interurbain Cars Région Allier compte vingt lignes.
Deux types de services sont proposés :
- les services réguliers qui fonctionnent suivant les jours et les périodes indiqués sur les fiches horaires ;
- les services à la demande qui fonctionnent suivant les jours et les périodes indiqués sur les fiches horaires, mais qui nécessitent une réservation téléphonique préalable auprès du Service Information et Réservation Cars Région Allier.

Au 1er septembre 2021, la numérotation à lettres est abandonnée au profit de la nouvelle numérotation alphanumérique régionale, avec la lettre « B » pour les lignes suivi d'un chiffre allant de 1 à 18.
| Ancien numéro | Nouveau numéro |
| ------------- | -------------- |
| A             | B01            |
| B + I         | B02            |
| C             | B03            |
| D             | B04            |
| E             | B05            |
| G             | B06            |
| H             | B07            |
| J             | B08            |
| K             | B09            |
| L             | B10            |
| N             | B11            |
| P             | B12            |
| Q             | B13            |
| S             | B14            |
| M             | B15            |
| R             | B16            |
| T             | B17            |
| U             | B18            |

Le 1er janvier 2023, le réseau se dote d'une ligne supplémentaire, la B19, remplaçant des dessertes en autocars TER.

### Lignes du réseau
Les lignes du réseau sont :

#### Lignes B01 à B09
| Ligne | Caractéristiques | Caractéristiques                                                               | Caractéristiques                                                               | Caractéristiques                                                               | Caractéristiques                                                               | Caractéristiques                                                               | Caractéristiques                                                               | Caractéristiques                                                               | Caractéristiques                                                               |
| B01   | Montluçon — Gare routière ⥋ Moulins — Gare routière | Montluçon — Gare routière ⥋ Moulins — Gare routière                            | Montluçon — Gare routière ⥋ Moulins — Gare routière                            | Montluçon — Gare routière ⥋ Moulins — Gare routière                            | Montluçon — Gare routière ⥋ Moulins — Gare routière                            | Montluçon — Gare routière ⥋ Moulins — Gare routière                            | Montluçon — Gare routière ⥋ Moulins — Gare routière                            | Montluçon — Gare routière ⥋ Moulins — Gare routière                            | Montluçon — Gare routière ⥋ Moulins — Gare routière                            |
| ----- | --- | ------------------------------------------------------------------------------ | ------------------------------------------------------------------------------ | ------------------------------------------------------------------------------ | ------------------------------------------------------------------------------ | ------------------------------------------------------------------------------ | ------------------------------------------------------------------------------ | ------------------------------------------------------------------------------ | ------------------------------------------------------------------------------ |
| B01   | Ouverture / Fermeture — / — | Longueur —                                                                     | Durée 120 min                                                                  | Nb. d’arrêts 37                                                                | Matériel —                                                                     | Jours de fonctionnement L, Ma, Me, J, V, S, D                                  | Jour / Soir / Nuit / Fêtes O / N / N / O                                       | Voy. / an —                                                                    | Exploitant Keolis Allier                                                       |
| B01   | Desserte : - Ville et lieux desservis : Montluçon, Désertines, Chamblet, Commentry, Malicorne, Doyet, Deneuille-les-Mines, Villefranche-d'Allier, Murat, Chavenon, Bézenet, Montmarault, Deux-Chaises, Le Montet, Tronget, Châtillon, Noyant-d'Allier, Souvigny, Coulandon, Neuvy, Yzeure et Moulins - Gares desservies : Gare de Montluçon-Ville, Gare de Commentry, Gare de Moulins-sur-Allier                                                        |                                                                                |                                                                                |                                                                                |                                                                                |                                                                                |                                                                                |                                                                                |                                                                                |
| B01   | Autre : - Amplitudes horaires : La ligne fonctionne du lundi au vendredi de 5 h 40 à 20 h 15 et les samedis, dimanches et fêtes à raison de deux allers-retours par jour. - Particularités : La ligne compte de nombreux services partiels. - Date de dernière mise à jour : 11 décembre 2022. |                                                                                |                                                                                |                                                                                |                                                                                |                                                                                |                                                                                |                                                                                |                                                                                |
| B01   | Dernière actualisation : — |                                                                                |                                                                                |                                                                                |                                                                                |                                                                                |                                                                                |                                                                                |                                                                                |
| B02   | Montluçon — Gare routière ⥋ Vichy — Gare routière | Montluçon — Gare routière ⥋ Vichy — Gare routière                              | Montluçon — Gare routière ⥋ Vichy — Gare routière                              | Montluçon — Gare routière ⥋ Vichy — Gare routière                              | Montluçon — Gare routière ⥋ Vichy — Gare routière                              | Montluçon — Gare routière ⥋ Vichy — Gare routière                              | Montluçon — Gare routière ⥋ Vichy — Gare routière                              | Montluçon — Gare routière ⥋ Vichy — Gare routière                              | Montluçon — Gare routière ⥋ Vichy — Gare routière                              |
| B02   | Ouverture / Fermeture — / — | Longueur —                                                                     | Durée 110 (15) min                                                             | Nb. d’arrêts 29 (6)                                                            | Matériel —                                                                     | Jours de fonctionnement L, Ma, Me, J, V, S                                     | Jour / Soir / Nuit / Fêtes O / N / N / N                                       | Voy. / an —                                                                    | Exploitant Europ Voyages                                                       |
| B02   | Desserte : - Ville et lieux desservis : Montluçon, Désertines, Chamblet, Commentry, Malicorne, Montvicq, Bézenet, Montmarault, Voussac, Saint-Pourçain-sur-Sioule, Varennes-sur-Allier, Saint-Didier-la-Forêt, Saint-Rémy-en-Rollat, Bellerive-sur-Allier, Charmeil, Cusset et Vichy - Gares desservies : Gare de Montluçon-Ville, Gare de Varennes-sur-Allier, Gare de Vichy                                                                           |                                                                                |                                                                                |                                                                                |                                                                                |                                                                                |                                                                                |                                                                                |                                                                                |
| B02   | Autre : - Amplitudes horaires : La ligne fonctionne du lundi au vendredi de 5 h 30 à 19 h 25 et le samedi à raison de quatre allers-retours par jour. - Navette Varennes-Saint-Pourçain : Une navette sur réservation est assurée à raison de deux allers-retours par jour entre Varennes-sur-Allier et Saint-Pourçain-sur-Sioule. - Particularités : La ligne compte de nombreux services partiels. - Date de dernière mise à jour : 11 décembre 2022. |                                                                                |                                                                                |                                                                                |                                                                                |                                                                                |                                                                                |                                                                                |                                                                                |
| B02   | Dernière actualisation : — |                                                                                |                                                                                |                                                                                |                                                                                |                                                                                |                                                                                |                                                                                |                                                                                |
| B03   | Moulins — Gare routière ⥋ Lurcy-Lévis — Collège École | Moulins — Gare routière ⥋ Lurcy-Lévis — Collège École                          | Moulins — Gare routière ⥋ Lurcy-Lévis — Collège École                          | Moulins — Gare routière ⥋ Lurcy-Lévis — Collège École                          | Moulins — Gare routière ⥋ Lurcy-Lévis — Collège École                          | Moulins — Gare routière ⥋ Lurcy-Lévis — Collège École                          | Moulins — Gare routière ⥋ Lurcy-Lévis — Collège École                          | Moulins — Gare routière ⥋ Lurcy-Lévis — Collège École                          | Moulins — Gare routière ⥋ Lurcy-Lévis — Collège École                          |
| B03   | Ouverture / Fermeture — / — | Longueur —                                                                     | Durée 70 min                                                                   | Nb. d’arrêts 39                                                                | Matériel —                                                                     | Jours de fonctionnement L, Ma, Me, J, V, S, D                                  | Jour / Soir / Nuit / Fêtes O / N / N / O                                       | Voy. / an —                                                                    | Exploitant Europ Voyages                                                       |
| B03   | Desserte : - Ville et lieux desservis : Moulins, Neuvy, Coulandon, Marigny, Saint-Menoux, Bourbon-l'Archambault, Franchesse, Limoise, Pouzy-Mesangy, Le Veurdre, Château-sur-Allier, Neure, Ygrande, Theneuille, Cérilly et Lurcy-Lévis - Gares desservies : Gare de Moulins-sur-Allier |                                                                                |                                                                                |                                                                                |                                                                                |                                                                                |                                                                                |                                                                                |                                                                                |
| B03   | Autre : - Amplitudes horaires : La ligne fonctionne du lundi au vendredi de 7 h à 19 h 45 et les samedis, dimanches et fêtes à raison d'un à deux allers-retours par jour. - Transport à la demande : En semaine à certains services et le weekend, la ligne fonctionne sur réservation uniquement. - Particularités : La ligne compte de nombreux services partiels. - Date de dernière mise à jour : 11 décembre 2022.                                |                                                                                |                                                                                |                                                                                |                                                                                |                                                                                |                                                                                |                                                                                |                                                                                |
| B03   | Dernière actualisation : — |                                                                                |                                                                                |                                                                                |                                                                                |                                                                                |                                                                                |                                                                                |                                                                                |
| B04   | Moulins — Gare routière ⥋ Bourbon-Lancy — Champ de Foire | Moulins — Gare routière ⥋ Bourbon-Lancy — Champ de Foire                       | Moulins — Gare routière ⥋ Bourbon-Lancy — Champ de Foire                       | Moulins — Gare routière ⥋ Bourbon-Lancy — Champ de Foire                       | Moulins — Gare routière ⥋ Bourbon-Lancy — Champ de Foire                       | Moulins — Gare routière ⥋ Bourbon-Lancy — Champ de Foire                       | Moulins — Gare routière ⥋ Bourbon-Lancy — Champ de Foire                       | Moulins — Gare routière ⥋ Bourbon-Lancy — Champ de Foire                       | Moulins — Gare routière ⥋ Bourbon-Lancy — Champ de Foire                       |
| B04   | Ouverture / Fermeture — / — | Longueur —                                                                     | Durée 70 min                                                                   | Nb. d’arrêts 22                                                                | Matériel —                                                                     | Jours de fonctionnement L, Ma, Me, J, V, S                                     | Jour / Soir / Nuit / Fêtes O / N / N / N                                       | Voy. / an —                                                                    | Exploitant Europ Voyages                                                       |
| B04   | Desserte : - Ville et lieux desservis : Moulins, Yzeure, Lusigny, Chevagnes, Paray-le-Frésil, Garnat-sur-Engièvre, Saint-Martin-des-Lais, Beaulon et Bourbon-Lancy - Gares desservies : Gare de Moulins-sur-Allier |                                                                                |                                                                                |                                                                                |                                                                                |                                                                                |                                                                                |                                                                                |                                                                                |
| B04   | Autre : - Amplitudes horaires : La ligne fonctionne du lundi au vendredi de 6 h 35 à 19 h 35 et le samedi à raison de deux allers-retours par jour. - Transport à la demande : Le samedi, la ligne fonctionne sur réservation uniquement. - Particularités : La ligne compte de nombreux services partiels. - Date de dernière mise à jour : 11 décembre 2022.                                                                                          |                                                                                |                                                                                |                                                                                |                                                                                |                                                                                |                                                                                |                                                                                |                                                                                |
| B04   | Dernière actualisation : — |                                                                                |                                                                                |                                                                                |                                                                                |                                                                                |                                                                                |                                                                                |                                                                                |
| B05   | Vichy — Gare routière ⥋ Gannat — Lycée Saint-Procule / Chantelle — La Poste | Vichy — Gare routière ⥋ Gannat — Lycée Saint-Procule / Chantelle — La Poste    | Vichy — Gare routière ⥋ Gannat — Lycée Saint-Procule / Chantelle — La Poste    | Vichy — Gare routière ⥋ Gannat — Lycée Saint-Procule / Chantelle — La Poste    | Vichy — Gare routière ⥋ Gannat — Lycée Saint-Procule / Chantelle — La Poste    | Vichy — Gare routière ⥋ Gannat — Lycée Saint-Procule / Chantelle — La Poste    | Vichy — Gare routière ⥋ Gannat — Lycée Saint-Procule / Chantelle — La Poste    | Vichy — Gare routière ⥋ Gannat — Lycée Saint-Procule / Chantelle — La Poste    | Vichy — Gare routière ⥋ Gannat — Lycée Saint-Procule / Chantelle — La Poste    |
| B05   | Ouverture / Fermeture — / — | Longueur —                                                                     | Durée 60 / 90 min                                                              | Nb. d’arrêts 14 / 20                                                           | Matériel —                                                                     | Jours de fonctionnement L, Ma, Me, J, V, S                                     | Jour / Soir / Nuit / Fêtes O / N / N / N                                       | Voy. / an —                                                                    | Exploitant Europ Voyages                                                       |
| B05   | Desserte : - Ville et lieux desservis : Vichy, Cusset, Bellerive-sur-Allier, Espinasse-Vozelle, Cognat-Lyonne, Gannat, Ébreuil, Vicq, Bellenaves, Chezelle et Chantelle - Gares desservies : Gare de Vichy et Gare de Gannat |                                                                                |                                                                                |                                                                                |                                                                                |                                                                                |                                                                                |                                                                                |                                                                                |
| B05   | Autre : - Amplitudes horaires : La ligne fonctionne du lundi au vendredi à raison de deux à trois allers-retours par jour et le samedi à raison de deux allers-retours par jour. - Transport à la demande : Le samedi, la ligne fonctionne sur réservation uniquement. - Particularités : La ligne compte de nombreux services partiels. - Date de dernière mise à jour : 11 décembre 2022.                                                             |                                                                                |                                                                                |                                                                                |                                                                                |                                                                                |                                                                                |                                                                                |                                                                                |
| B05   | Dernière actualisation : — |                                                                                |                                                                                |                                                                                |                                                                                |                                                                                |                                                                                |                                                                                |                                                                                |
| B06   | Vichy — Gare routière ⥋ Le Donjon — Collège | Vichy — Gare routière ⥋ Le Donjon — Collège                                    | Vichy — Gare routière ⥋ Le Donjon — Collège                                    | Vichy — Gare routière ⥋ Le Donjon — Collège                                    | Vichy — Gare routière ⥋ Le Donjon — Collège                                    | Vichy — Gare routière ⥋ Le Donjon — Collège                                    | Vichy — Gare routière ⥋ Le Donjon — Collège                                    | Vichy — Gare routière ⥋ Le Donjon — Collège                                    | Vichy — Gare routière ⥋ Le Donjon — Collège                                    |
| B06   | Ouverture / Fermeture — / — | Longueur —                                                                     | Durée 80 min                                                                   | Nb. d’arrêts 21                                                                | Matériel —                                                                     | Jours de fonctionnement L, Ma, Me, J, V, S                                     | Jour / Soir / Nuit / Fêtes O / N / N / N                                       | Voy. / an —                                                                    | Exploitant Europ Voyages                                                       |
| B06   | Desserte : - Ville et lieux desservis : Vichy, Cusset, Creuzier-le-Vieux, Creuzier-le-Neuf, Saint-Germain-des-Fossés, Seuillet, Magnet, Saint-Gérand-le-Puy, Lapalisse, Andelaroche, Montaiguet-en-Forez, Lenax et Le Donjon - Gares desservies : Gare de Vichy, Gare de Saint-Germain-des-Fossés |                                                                                |                                                                                |                                                                                |                                                                                |                                                                                |                                                                                |                                                                                |                                                                                |
| B06   | Autre : - Amplitudes horaires : La ligne fonctionne du lundi au vendredi à raison de deux à trois allers-retours par jour et le samedi à raison de deux allers-retours par jour. - Transport à la demande : En semaine à certains services et le samedi, la ligne fonctionne sur réservation uniquement. - Particularités : La ligne compte de nombreux services partiels. - Date de dernière mise à jour : 11 décembre 2022.                           |                                                                                |                                                                                |                                                                                |                                                                                |                                                                                |                                                                                |                                                                                |                                                                                |
| B06   | Dernière actualisation : — |                                                                                |                                                                                |                                                                                |                                                                                |                                                                                |                                                                                |                                                                                |                                                                                |
| B07   | Montluçon — Gare routière ⥋ Marcillat-en-Combraille — Collège / Pionsat — Gare | Montluçon — Gare routière ⥋ Marcillat-en-Combraille — Collège / Pionsat — Gare | Montluçon — Gare routière ⥋ Marcillat-en-Combraille — Collège / Pionsat — Gare | Montluçon — Gare routière ⥋ Marcillat-en-Combraille — Collège / Pionsat — Gare | Montluçon — Gare routière ⥋ Marcillat-en-Combraille — Collège / Pionsat — Gare | Montluçon — Gare routière ⥋ Marcillat-en-Combraille — Collège / Pionsat — Gare | Montluçon — Gare routière ⥋ Marcillat-en-Combraille — Collège / Pionsat — Gare | Montluçon — Gare routière ⥋ Marcillat-en-Combraille — Collège / Pionsat — Gare | Montluçon — Gare routière ⥋ Marcillat-en-Combraille — Collège / Pionsat — Gare |
| B07   | Ouverture / Fermeture — / — | Longueur —                                                                     | Durée 60 min                                                                   | Nb. d’arrêts 24                                                                | Matériel —                                                                     | Jours de fonctionnement L, Ma, Me, J, V, S, D                                  | Jour / Soir / Nuit / Fêtes O / N / N / O                                       | Voy. / an —                                                                    | Exploitant Europ Voyages                                                       |
| B07   | Desserte : - Ville et lieux desservis : Montluçon, Villebret, Neris-les-Bains, Commentry, Durdat-Larequille, Arpheuilles-Saint-Priest, Terjat, Marcillat-en-Combraille et Pionsat - Gares desservies : Gare de Montluçon-Ville, Gare de Commentry |                                                                                |                                                                                |                                                                                |                                                                                |                                                                                |                                                                                |                                                                                |                                                                                |
| B07   | Autre : - Amplitudes horaires : La ligne fonctionne du lundi au vendredi de 6 h 50 à 18 h 55 et les samedis, dimanches et fêtes à raison de deux à trois allers-retours par jour. - Transport à la demande : En semaine à certains services et le weekend, la ligne fonctionne sur réservation uniquement. - Particularités : La ligne compte de nombreux services partiels. - Date de dernière mise à jour : 11 décembre 2022.                         |                                                                                |                                                                                |                                                                                |                                                                                |                                                                                |                                                                                |                                                                                |                                                                                |
| B07   | Dernière actualisation : — |                                                                                |                                                                                |                                                                                |                                                                                |                                                                                |                                                                                |                                                                                |                                                                                |
| B08   | Moulins — Gare routière ⥋ Le Donjon — Église | Moulins — Gare routière ⥋ Le Donjon — Église                                   | Moulins — Gare routière ⥋ Le Donjon — Église                                   | Moulins — Gare routière ⥋ Le Donjon — Église                                   | Moulins — Gare routière ⥋ Le Donjon — Église                                   | Moulins — Gare routière ⥋ Le Donjon — Église                                   | Moulins — Gare routière ⥋ Le Donjon — Église                                   | Moulins — Gare routière ⥋ Le Donjon — Église                                   | Moulins — Gare routière ⥋ Le Donjon — Église                                   |
| B08   | Ouverture / Fermeture — / — | Longueur —                                                                     | Durée 75 min                                                                   | Nb. d’arrêts 17                                                                | Matériel —                                                                     | Jours de fonctionnement L, Ma, Me, J, V, S                                     | Jour / Soir / Nuit / Fêtes O / N / N / N                                       | Voy. / an —                                                                    | Exploitant Keolis Allier                                                       |
| B08   | Desserte : - Ville et lieux desservis : Moulins, Neuilly-le-Réal, Saint-Voir, Thionne, Jaligny-sur-Besbre, Tréteau, Cindré, Dompierre-sur-Besbre, Vaumas, Saint-Léon et Le Donjon - Gares desservies : Gare de Moulins-sur-Allier |                                                                                |                                                                                |                                                                                |                                                                                |                                                                                |                                                                                |                                                                                |                                                                                |
| B08   | Autre : - Amplitudes horaires : La ligne fonctionne du lundi au samedi à raison de deux à trois allers-retours par jour. - Transport à la demande : En semaine à certains services et le samedi, la ligne fonctionne sur réservation uniquement. - Particularités : La ligne compte de nombreux services partiels. - Date de dernière mise à jour : 11 décembre 2022.                                                                                   |                                                                                |                                                                                |                                                                                |                                                                                |                                                                                |                                                                                |                                                                                |                                                                                |
| B08   | Dernière actualisation : — |                                                                                |                                                                                |                                                                                |                                                                                |                                                                                |                                                                                |                                                                                |                                                                                |
| B09   | Moulins — Gare routière ⥋ Gannat — Collège | Moulins — Gare routière ⥋ Gannat — Collège                                     | Moulins — Gare routière ⥋ Gannat — Collège                                     | Moulins — Gare routière ⥋ Gannat — Collège                                     | Moulins — Gare routière ⥋ Gannat — Collège                                     | Moulins — Gare routière ⥋ Gannat — Collège                                     | Moulins — Gare routière ⥋ Gannat — Collège                                     | Moulins — Gare routière ⥋ Gannat — Collège                                     | Moulins — Gare routière ⥋ Gannat — Collège                                     |
| B09   | Ouverture / Fermeture — / — | Longueur —                                                                     | Durée 80 min                                                                   | Nb. d’arrêts 32                                                                | Matériel —                                                                     | Jours de fonctionnement L, Ma, Me, J, V, S                                     | Jour / Soir / Nuit / Fêtes O / N / N / N                                       | Voy. / an —                                                                    | Exploitant Keolis Allier                                                       |
| B09   | Desserte : - Ville et lieux desservis : Moulins, Yzeure, Bressolles, Chemilly, Châtel-de-Neuvre, Monetay-sur-Allier, Contigny, Saint-Gérand-de-Vaux, Saint-Loup, Varennes-sur-Allier, Saint-Pourçain-sur-Sioule, Bayet, Brout-Vernet, Le Mayet-d'École, Saulzet et Gannat - Gares desservies : Gare de Moulins-sur-Allier, Gare de Gannat |                                                                                |                                                                                |                                                                                |                                                                                |                                                                                |                                                                                |                                                                                |                                                                                |
| B09   | Autre : - Amplitudes horaires : La ligne fonctionne du lundi au vendredi à raison de trois allers-retours par jour et le samedi à raison d'un aller-retour par jour. - Transport à la demande : Le samedi, la ligne fonctionne sur réservation uniquement. - Particularités : La ligne compte de nombreux services partiels. - Date de dernière mise à jour : 11 décembre 2022.                                                                         |                                                                                |                                                                                |                                                                                |                                                                                |                                                                                |                                                                                |                                                                                |                                                                                |
| B09   | Dernière actualisation : — |                                                                                |                                                                                |                                                                                |                                                                                |                                                                                |                                                                                |                                                                                |                                                                                |

#### Lignes B10 à B19
| Ligne | Caractéristiques | Caractéristiques                                                                                  | Caractéristiques                                                                                  | Caractéristiques                                                                                  | Caractéristiques                                                                                  | Caractéristiques                                                                                  | Caractéristiques                                                                                  | Caractéristiques                                                                                  | Caractéristiques                                                                                  |
| B10   | Montluçon — Gare routière ⥋ Buxières-les-Mines — Place des mineurs | Montluçon — Gare routière ⥋ Buxières-les-Mines — Place des mineurs                                | Montluçon — Gare routière ⥋ Buxières-les-Mines — Place des mineurs                                | Montluçon — Gare routière ⥋ Buxières-les-Mines — Place des mineurs                                | Montluçon — Gare routière ⥋ Buxières-les-Mines — Place des mineurs                                | Montluçon — Gare routière ⥋ Buxières-les-Mines — Place des mineurs                                | Montluçon — Gare routière ⥋ Buxières-les-Mines — Place des mineurs                                | Montluçon — Gare routière ⥋ Buxières-les-Mines — Place des mineurs                                | Montluçon — Gare routière ⥋ Buxières-les-Mines — Place des mineurs                                |
| ----- | --- | ------------------------------------------------------------------------------------------------- | ------------------------------------------------------------------------------------------------- | ------------------------------------------------------------------------------------------------- | ------------------------------------------------------------------------------------------------- | ------------------------------------------------------------------------------------------------- | ------------------------------------------------------------------------------------------------- | ------------------------------------------------------------------------------------------------- | ------------------------------------------------------------------------------------------------- |
| B10   | Ouverture / Fermeture — / — | Longueur —                                                                                        | Durée 60 min                                                                                      | Nb. d’arrêts 24                                                                                   | Matériel —                                                                                        | Jours de fonctionnement L, Ma, Me, J, V, S                                                        | Jour / Soir / Nuit / Fêtes O / N / N / N                                                          | Voy. / an —                                                                                       | Exploitant Europ Voyages                                                                          |
| B10   | Desserte : - Ville et lieux desservis : Montluçon, Désertines, Saint-Angel, Deneuille-les-Mines, Verneix, Haut-Bocage, Venas, Bizeneuille, Sauvagny, Cosne-d'Allier, Villefranche-d'Allier, Murat, Chavenon et Buxières-les-Mines - Gares desservies : Gare de Montluçon-Ville |                                                                                                   |                                                                                                   |                                                                                                   |                                                                                                   |                                                                                                   |                                                                                                   |                                                                                                   |                                                                                                   |
| B10   | Autre : - Amplitudes horaires : La ligne fonctionne du lundi au vendredi à raison de quatre à cinq allers-retours par jour et le samedi à raison d'un aller-retour par jour. - Transport à la demande : En semaine à certains services et le samedi, la ligne fonctionne sur réservation uniquement. - Particularités : La ligne compte de nombreux services partiels. - Date de dernière mise à jour : 11 décembre 2022. |                                                                                                   |                                                                                                   |                                                                                                   |                                                                                                   |                                                                                                   |                                                                                                   |                                                                                                   |                                                                                                   |
| B10   | Dernière actualisation : — |                                                                                                   |                                                                                                   |                                                                                                   |                                                                                                   |                                                                                                   |                                                                                                   |                                                                                                   |                                                                                                   |
| B11   | Moulins — Gare routière ⥋ Decize — Decize | Moulins — Gare routière ⥋ Decize — Decize                                                         | Moulins — Gare routière ⥋ Decize — Decize                                                         | Moulins — Gare routière ⥋ Decize — Decize                                                         | Moulins — Gare routière ⥋ Decize — Decize                                                         | Moulins — Gare routière ⥋ Decize — Decize                                                         | Moulins — Gare routière ⥋ Decize — Decize                                                         | Moulins — Gare routière ⥋ Decize — Decize                                                         | Moulins — Gare routière ⥋ Decize — Decize                                                         |
| B11   | Ouverture / Fermeture — / — | Longueur —                                                                                        | Durée 85 min                                                                                      | Nb. d’arrêts 24                                                                                   | Matériel —                                                                                        | Jours de fonctionnement L, Ma, Me, J, V                                                           | Jour / Soir / Nuit / Fêtes O / N / N / N                                                          | Voy. / an —                                                                                       | Exploitant Keolis Allier                                                                          |
| B11   | Desserte : - Ville et lieux desservis : Moulins, Yzeure, Gennetines, Saint-Ennemond, Lucenay-les-Aix, Cossaye et Decize - Gares desservies : Gare de Moulins-sur-Allier et Gare de Decize |                                                                                                   |                                                                                                   |                                                                                                   |                                                                                                   |                                                                                                   |                                                                                                   |                                                                                                   |                                                                                                   |
| B11   | Autre : - Amplitudes horaires : La ligne fonctionne du lundi au vendredi à raison de deux allers-retours par jour. - Date de dernière mise à jour : 11 décembre 2022. |                                                                                                   |                                                                                                   |                                                                                                   |                                                                                                   |                                                                                                   |                                                                                                   |                                                                                                   |                                                                                                   |
| B11   | Dernière actualisation : — |                                                                                                   |                                                                                                   |                                                                                                   |                                                                                                   |                                                                                                   |                                                                                                   |                                                                                                   |                                                                                                   |
| B12   | Montluçon — Gare routière ⥋ Châteaumeillant — Champ de foire | Montluçon — Gare routière ⥋ Châteaumeillant — Champ de foire                                      | Montluçon — Gare routière ⥋ Châteaumeillant — Champ de foire                                      | Montluçon — Gare routière ⥋ Châteaumeillant — Champ de foire                                      | Montluçon — Gare routière ⥋ Châteaumeillant — Champ de foire                                      | Montluçon — Gare routière ⥋ Châteaumeillant — Champ de foire                                      | Montluçon — Gare routière ⥋ Châteaumeillant — Champ de foire                                      | Montluçon — Gare routière ⥋ Châteaumeillant — Champ de foire                                      | Montluçon — Gare routière ⥋ Châteaumeillant — Champ de foire                                      |
| B12   | Ouverture / Fermeture — / — | Longueur —                                                                                        | Durée 46 min                                                                                      | Nb. d’arrêts 20                                                                                   | Matériel —                                                                                        | Jours de fonctionnement L, Ma, Me, J, V, S                                                        | Jour / Soir / Nuit / Fêtes O / N / N / N                                                          | Voy. / an —                                                                                       | Exploitant Europ Voyages                                                                          |
| B12   | Desserte : - Ville et lieux desservis : Montluçon, Domerat, La Chapelaude, Audes, Chazemais, Courçais, Saint-Désiré, Vesdun, Culan, Saint-Maur et Châteaumeillant - Gares desservies : Gare de Montluçon-Ville |                                                                                                   |                                                                                                   |                                                                                                   |                                                                                                   |                                                                                                   |                                                                                                   |                                                                                                   |                                                                                                   |
| B12   | Autre : - Amplitudes horaires : La ligne fonctionne du lundi au samedi à raison d'un à trois allers-retours par jour. - Transport à la demande : En semaine à certains services et le samedi, la ligne fonctionne sur réservation uniquement. - Particularités : La ligne compte de nombreux services partiels. - Date de dernière mise à jour : 11 décembre 2022.                                                        |                                                                                                   |                                                                                                   |                                                                                                   |                                                                                                   |                                                                                                   |                                                                                                   |                                                                                                   |                                                                                                   |
| B12   | Dernière actualisation : — |                                                                                                   |                                                                                                   |                                                                                                   |                                                                                                   |                                                                                                   |                                                                                                   |                                                                                                   |                                                                                                   |
| B13   | Moulins — Gare routière ⥋ Varennes-sur-Allier — Mairie | Moulins — Gare routière ⥋ Varennes-sur-Allier — Mairie                                            | Moulins — Gare routière ⥋ Varennes-sur-Allier — Mairie                                            | Moulins — Gare routière ⥋ Varennes-sur-Allier — Mairie                                            | Moulins — Gare routière ⥋ Varennes-sur-Allier — Mairie                                            | Moulins — Gare routière ⥋ Varennes-sur-Allier — Mairie                                            | Moulins — Gare routière ⥋ Varennes-sur-Allier — Mairie                                            | Moulins — Gare routière ⥋ Varennes-sur-Allier — Mairie                                            | Moulins — Gare routière ⥋ Varennes-sur-Allier — Mairie                                            |
| B13   | Ouverture / Fermeture — / — | Longueur —                                                                                        | Durée 60 min                                                                                      | Nb. d’arrêts 13                                                                                   | Matériel —                                                                                        | Jours de fonctionnement L, Ma, Me, J, V                                                           | Jour / Soir / Nuit / Fêtes O / N / N / N                                                          | Voy. / an —                                                                                       | Exploitant Keolis Allier                                                                          |
| B13   | Desserte : - Ville et lieux desservis : Moulins, Yzeure, Bessay-sur-Allier, La Ferté-Hauterive, Saint-Gérand-de-Vaux, Saint-Loup et Varennes-sur-Allier - Gares desservies : Gare de Moulins-sur-Allier |                                                                                                   |                                                                                                   |                                                                                                   |                                                                                                   |                                                                                                   |                                                                                                   |                                                                                                   |                                                                                                   |
| B13   | Autre : - Amplitudes horaires : La ligne fonctionne, en période scolaire uniquement, du lundi au vendredi à raison d'un aller-retour par jour. - Date de dernière mise à jour : 11 décembre 2022. |                                                                                                   |                                                                                                   |                                                                                                   |                                                                                                   |                                                                                                   |                                                                                                   |                                                                                                   |                                                                                                   |
| B13   | Dernière actualisation : — |                                                                                                   |                                                                                                   |                                                                                                   |                                                                                                   |                                                                                                   |                                                                                                   |                                                                                                   |                                                                                                   |
| B14   | Commentry — Rue Lavoisier ⥋ Bézenet — Abri Pharmacie | Commentry — Rue Lavoisier ⥋ Bézenet — Abri Pharmacie                                              | Commentry — Rue Lavoisier ⥋ Bézenet — Abri Pharmacie                                              | Commentry — Rue Lavoisier ⥋ Bézenet — Abri Pharmacie                                              | Commentry — Rue Lavoisier ⥋ Bézenet — Abri Pharmacie                                              | Commentry — Rue Lavoisier ⥋ Bézenet — Abri Pharmacie                                              | Commentry — Rue Lavoisier ⥋ Bézenet — Abri Pharmacie                                              | Commentry — Rue Lavoisier ⥋ Bézenet — Abri Pharmacie                                              | Commentry — Rue Lavoisier ⥋ Bézenet — Abri Pharmacie                                              |
| B14   | Ouverture / Fermeture — / — | Longueur —                                                                                        | Durée 25 min                                                                                      | Nb. d’arrêts 7                                                                                    | Matériel —                                                                                        | Jours de fonctionnement V                                                                         | Jour / Soir / Nuit / Fêtes O / N / N / N                                                          | Voy. / an —                                                                                       | Exploitant —                                                                                      |
| B14   | Desserte : - Ville et lieux desservis : Commentry, Malicorne, Doyet, Montvicq et Bézenet - Gares desservies : Gare de Commentry |                                                                                                   |                                                                                                   |                                                                                                   |                                                                                                   |                                                                                                   |                                                                                                   |                                                                                                   |                                                                                                   |
| B14   | Autre : - Amplitudes horaires : La ligne fonctionne le vendredi à raison d'un aller-retour par jour. - Date de dernière mise à jour : 11 décembre 2022. |                                                                                                   |                                                                                                   |                                                                                                   |                                                                                                   |                                                                                                   |                                                                                                   |                                                                                                   |                                                                                                   |
| B14   | Dernière actualisation : — |                                                                                                   |                                                                                                   |                                                                                                   |                                                                                                   |                                                                                                   |                                                                                                   |                                                                                                   |                                                                                                   |
| B15   | Montluçon — Gare routière ⥋ Huriel — Collège | Montluçon — Gare routière ⥋ Huriel — Collège                                                      | Montluçon — Gare routière ⥋ Huriel — Collège                                                      | Montluçon — Gare routière ⥋ Huriel — Collège                                                      | Montluçon — Gare routière ⥋ Huriel — Collège                                                      | Montluçon — Gare routière ⥋ Huriel — Collège                                                      | Montluçon — Gare routière ⥋ Huriel — Collège                                                      | Montluçon — Gare routière ⥋ Huriel — Collège                                                      | Montluçon — Gare routière ⥋ Huriel — Collège                                                      |
| B15   | Ouverture / Fermeture — / — | Longueur —                                                                                        | Durée 25 min                                                                                      | Nb. d’arrêts 2                                                                                    | Matériel —                                                                                        | Jours de fonctionnement Me, S                                                                     | Jour / Soir / Nuit / Fêtes O / N / N / N                                                          | Voy. / an —                                                                                       | Exploitant Europ Voyages                                                                          |
| B15   | Desserte : - Ville et lieux desservis : Montluçon et Huriel - Gares desservies : Gare de Montluçon-Ville |                                                                                                   |                                                                                                   |                                                                                                   |                                                                                                   |                                                                                                   |                                                                                                   |                                                                                                   |                                                                                                   |
| B15   | Autre : - Amplitudes horaires : La ligne fonctionne, sur réservation uniquement, les mercredis et samedis à raison d'un aller-retour par jour. - Date de dernière mise à jour : 11 décembre 2022. |                                                                                                   |                                                                                                   |                                                                                                   |                                                                                                   |                                                                                                   |                                                                                                   |                                                                                                   |                                                                                                   |
| B15   | Dernière actualisation : — |                                                                                                   |                                                                                                   |                                                                                                   |                                                                                                   |                                                                                                   |                                                                                                   |                                                                                                   |                                                                                                   |
| B16   | Moulins — Gare routière ⥋ Cosne-d'Allier — Kiosque | Moulins — Gare routière ⥋ Cosne-d'Allier — Kiosque                                                | Moulins — Gare routière ⥋ Cosne-d'Allier — Kiosque                                                | Moulins — Gare routière ⥋ Cosne-d'Allier — Kiosque                                                | Moulins — Gare routière ⥋ Cosne-d'Allier — Kiosque                                                | Moulins — Gare routière ⥋ Cosne-d'Allier — Kiosque                                                | Moulins — Gare routière ⥋ Cosne-d'Allier — Kiosque                                                | Moulins — Gare routière ⥋ Cosne-d'Allier — Kiosque                                                | Moulins — Gare routière ⥋ Cosne-d'Allier — Kiosque                                                |
| B16   | Ouverture / Fermeture — / — | Longueur —                                                                                        | Durée 70 min                                                                                      | Nb. d’arrêts 9                                                                                    | Matériel —                                                                                        | Jours de fonctionnement Me, V                                                                     | Jour / Soir / Nuit / Fêtes O / N / N / N                                                          | Voy. / an —                                                                                       | Exploitant —                                                                                      |
| B16   | Desserte : - Ville et lieux desservis : Moulins, Gipcy, Saint-Aubin-le-Monial, Saint-Hilaire, Buxières-les-Mines, Vieure et Cosne-d'Allier - Gares desservies : Gare de Moulins-sur-Allier |                                                                                                   |                                                                                                   |                                                                                                   |                                                                                                   |                                                                                                   |                                                                                                   |                                                                                                   |                                                                                                   |
| B16   | Autre : - Amplitudes horaires : La ligne fonctionne, sur réservation uniquement, les mercredis et vendredis à raison d'un à trois allers-retours par jour. - Date de dernière mise à jour : 11 décembre 2022. |                                                                                                   |                                                                                                   |                                                                                                   |                                                                                                   |                                                                                                   |                                                                                                   |                                                                                                   |                                                                                                   |
| B16   | Dernière actualisation : — |                                                                                                   |                                                                                                   |                                                                                                   |                                                                                                   |                                                                                                   |                                                                                                   |                                                                                                   |                                                                                                   |
| B17   | Montluçon — Gare routière ⥋ Haut-Bocage — Givarlais Mairie | Montluçon — Gare routière ⥋ Haut-Bocage — Givarlais Mairie                                        | Montluçon — Gare routière ⥋ Haut-Bocage — Givarlais Mairie                                        | Montluçon — Gare routière ⥋ Haut-Bocage — Givarlais Mairie                                        | Montluçon — Gare routière ⥋ Haut-Bocage — Givarlais Mairie                                        | Montluçon — Gare routière ⥋ Haut-Bocage — Givarlais Mairie                                        | Montluçon — Gare routière ⥋ Haut-Bocage — Givarlais Mairie                                        | Montluçon — Gare routière ⥋ Haut-Bocage — Givarlais Mairie                                        | Montluçon — Gare routière ⥋ Haut-Bocage — Givarlais Mairie                                        |
| B17   | Ouverture / Fermeture — / — | Longueur —                                                                                        | Durée 32 min                                                                                      | Nb. d’arrêts 7                                                                                    | Matériel —                                                                                        | Jours de fonctionnement L, V                                                                      | Jour / Soir / Nuit / Fêtes O / N / N / N                                                          | Voy. / an —                                                                                       | Exploitant —                                                                                      |
| B17   | Desserte : - Ville et lieux desservis : Montluçon, Estivareilles, Reugny, Audes et Haut-Bocage - Gares desservies : Gare de Montluçon-Ville |                                                                                                   |                                                                                                   |                                                                                                   |                                                                                                   |                                                                                                   |                                                                                                   |                                                                                                   |                                                                                                   |
| B17   | Autre : - Amplitudes horaires : La ligne fonctionne, sur réservation uniquement, les lundis et vendredis à raison d'un aller-retour par jour. - Date de dernière mise à jour : 11 décembre 2022. |                                                                                                   |                                                                                                   |                                                                                                   |                                                                                                   |                                                                                                   |                                                                                                   |                                                                                                   |                                                                                                   |
| B17   | Dernière actualisation : — |                                                                                                   |                                                                                                   |                                                                                                   |                                                                                                   |                                                                                                   |                                                                                                   |                                                                                                   |                                                                                                   |
| B18   | Montluçon — Gare routière ⥋ Cérilly — Abri | Montluçon — Gare routière ⥋ Cérilly — Abri                                                        | Montluçon — Gare routière ⥋ Cérilly — Abri                                                        | Montluçon — Gare routière ⥋ Cérilly — Abri                                                        | Montluçon — Gare routière ⥋ Cérilly — Abri                                                        | Montluçon — Gare routière ⥋ Cérilly — Abri                                                        | Montluçon — Gare routière ⥋ Cérilly — Abri                                                        | Montluçon — Gare routière ⥋ Cérilly — Abri                                                        | Montluçon — Gare routière ⥋ Cérilly — Abri                                                        |
| B18   | Ouverture / Fermeture — / — | Longueur —                                                                                        | Durée 52 min                                                                                      | Nb. d’arrêts 7                                                                                    | Matériel —                                                                                        | Jours de fonctionnement Ma, Me, J, S                                                              | Jour / Soir / Nuit / Fêtes O / N / N / N                                                          | Voy. / an —                                                                                       | Exploitant —                                                                                      |
| B18   | Desserte : - Ville et lieux desservis : Montluçon, Estivareilles, Reugny, Hérisson, Le Brethon et Cérilly - Gares desservies : Gare de Montluçon-Ville |                                                                                                   |                                                                                                   |                                                                                                   |                                                                                                   |                                                                                                   |                                                                                                   |                                                                                                   |                                                                                                   |
| B18   | Autre : - Amplitudes horaires : La ligne fonctionne, sur réservation uniquement, les mardis, mercredis, jeudis et samedis à raison d'un aller-retour par jour. - Date de dernière mise à jour : 11 décembre 2022. |                                                                                                   |                                                                                                   |                                                                                                   |                                                                                                   |                                                                                                   |                                                                                                   |                                                                                                   |                                                                                                   |
| B18   | Dernière actualisation : — |                                                                                                   |                                                                                                   |                                                                                                   |                                                                                                   |                                                                                                   |                                                                                                   |                                                                                                   |                                                                                                   |
| B19   | Montluçon — Gare SNCF ⥋ Saint-Éloy-les-Mines — Lycée (Saint-Gervais-d'Auvergne — LPA le dimanche) | Montluçon — Gare SNCF ⥋ Saint-Éloy-les-Mines — Lycée (Saint-Gervais-d'Auvergne — LPA le dimanche) | Montluçon — Gare SNCF ⥋ Saint-Éloy-les-Mines — Lycée (Saint-Gervais-d'Auvergne — LPA le dimanche) | Montluçon — Gare SNCF ⥋ Saint-Éloy-les-Mines — Lycée (Saint-Gervais-d'Auvergne — LPA le dimanche) | Montluçon — Gare SNCF ⥋ Saint-Éloy-les-Mines — Lycée (Saint-Gervais-d'Auvergne — LPA le dimanche) | Montluçon — Gare SNCF ⥋ Saint-Éloy-les-Mines — Lycée (Saint-Gervais-d'Auvergne — LPA le dimanche) | Montluçon — Gare SNCF ⥋ Saint-Éloy-les-Mines — Lycée (Saint-Gervais-d'Auvergne — LPA le dimanche) | Montluçon — Gare SNCF ⥋ Saint-Éloy-les-Mines — Lycée (Saint-Gervais-d'Auvergne — LPA le dimanche) | Montluçon — Gare SNCF ⥋ Saint-Éloy-les-Mines — Lycée (Saint-Gervais-d'Auvergne — LPA le dimanche) |
| B19   | Ouverture / Fermeture 1er janvier 2023 / — | Longueur —                                                                                        | Durée —                                                                                           | Nb. d’arrêts 9 (11)                                                                               | Matériel —                                                                                        | Jours de fonctionnement L, Ma, Me, J, V, D                                                        | Jour / Soir / Nuit / Fêtes O / N / N / O                                                          | Voy. / an —                                                                                       | Exploitant —                                                                                      |
| B19   | Desserte : - Ville et lieux desservis : Montluçon, Neris-les-Bains, Commentry, Durdat-Larequille, Lapeyrouse, Montaigut, Saint-Éloy-les-Mines et Saint-Gervais-d'Auvergne - Gares desservies : Gare de Montluçon-Ville, Gare de Commentry et Gare de Lapeyrouse. |                                                                                                   |                                                                                                   |                                                                                                   |                                                                                                   |                                                                                                   |                                                                                                   |                                                                                                   |                                                                                                   |
| B19   | Autre : - Amplitudes horaires : La ligne fonctionne du lundi au vendredi de 6 h 40 à 18 h 10 et les dimanches et fêtes à raison de deux départs depuis Montluçon vers Saint-Éloy ou Saint-Gervais. - Date de dernière mise à jour : 10 décembre 2022. |                                                                                                   |                                                                                                   |                                                                                                   |                                                                                                   |                                                                                                   |                                                                                                   |                                                                                                   |                                                                                                   |
| B19   | Dernière actualisation : — |                                                                                                   |                                                                                                   |                                                                                                   |                                                                                                   |                                                                                                   |                                                                                                   |                                                                                                   |                                                                                                   |

### Transport à la demande zonal
L'ensemble du département, hors communautés d'agglomération, est couvert par un service de transport à la demande organisé par la région, sauf pour certaines communautés de communes qui organisent elle-même un tel service, notamment la communauté de communes Saint-Pourçain Sioule Limagne.